# Tapinoma rectinotum
Tapinoma rectinotum é uma espécie de formiga do gênero Tapinoma.